# Liste d'œuvres d'art rescapées de la fonte pendant l'occupation du Nord-Est de la France par l'Allemagne pendant la Première Guerre mondiale
Cet article vise à recenser les œuvres d'art dans l'espace public en bronze que les autorités allemandes avaient prévues de fondre pendant l'occupation de la France par l'Allemagne pendant la Première Guerre mondiale, qui ont en totalité ou en partie, échappé à la fonte. Cette liste regroupe donc les œuvres d'art :
- que les autorités allemandes avaient décidé de fondre, dont le déboulonnage a été annulé, ou qui ont été déboulonnées puis remises en place. Parce que les arguments des défenseurs ont été suffisamment convaincants.
- qui ont été déboulonnées et expédiées vers les centres de stockage, n'ont pas été fondues, ont été retrouvées et restituées après la fin de la guerre.

Les œuvres sont classées par ordre alphabétique de régions et, au sein de celles-ci, par ordre alphabétique de départements et, au sein de ceux-ci, par ordre alphabétique de communes.

## Grand Est

### Ardennes
| Œuvre                               | Auteur          | Commune              | Localisation             | Notes | Installation | Coordonnées    | Illustration |
| ----------------------------------- | --------------- | -------------------- | ------------------------ | --- | ------------ | -------------- | --- |
| Statue de Pierre Terrail de Bayard, | Aristide Croisy | Charleville-Mézières | Dans le square Mialaret  | Représente Pierre Terrail de Bayard. Elle est déboulonnée en 1917 et expédiée pour la fonte. Elle est retrouvée à Düsseldorf en 1922 et restituée à la ville. Elle est replacée sur son piédestal en 1926. | 1893         | à géolocaliser | Statue de Pierre Terrail de Bayard« Monument à Bayard à Charleville-Mézières », sur À nos grands hommes,« Monument à Bayard à Charleville-Mézières », sur e-monumen,(en) « Statue de Pierre Terrail seigneur de Bayard à Charleville-Mézières », sur René et Peter van der Krogt |
| Statue du général Alfred Chanzy,    | Aristide Croisy | Nouart               | Sur la place de l'Église | Représente Alfred Chanzy. Elle est déboulonnée et expédiée pour la fonte. Elle est restituée[Quand ?] à la ville. Elle est replacée sur son piédestal en 1924.                                             | 1886         | à géolocaliser | Statue du général Alfred Chanzy« Monument au général Chanzy à Nouart », sur À nos grands hommes,« Monument au général Chanzy à Nouart », sur e-monumen |

## Hauts-de-France

### Nord
| Œuvre                              | Auteur               | Commune    | Localisation                                                                               | Notes | Installation | Coordonnées                      | Illustration                      |
| ---------------------------------- | -------------------- | ---------- | ------------------------------------------------------------------------------------------ | --- | ------------ | -------------------------------- | --------------------------------- |
| Monument aux morts de 1870,        | Ernest-Eugène Hiolle | Cambrai    | Sur la place Thiers, renommée place Jean Moulin par la suite                               | La statue est endommagée par les bombardements. Déboulonnée en 1918, elle est expédiée en Allemagne. Elle est rendue à la ville en 1919. Elle est restaurée et replacée sur son piédestal 1922. | 1875         | à géolocaliser                   | Image manquante                   |
| Statue de Joseph François Dupleix, | Léon Fagel           | Landrecies | Sur la place Dupleix (renommée place André-Bonnaire par la suite), devant l'hôtel de ville | Représente Joseph François Dupleix. Le maire André Bonnaire parvient à annuler son déboulonnage en argumentant que Dupleix a combattu les Anglais.                                              | 1888         | 50° 07′ 30″ nord, 3° 41′ 29″ est | Statue de Joseph François Dupleix |